# Trigeneracija
Trigeneracija (engl. trigeneration - Combined Heat, Cooling and Power production ili CHCP) je istovremena proizvodnja toplote, električne energije i rashladne energije. Omogućava podizanje stepena iskorišćenja energije primarnog izvora, a to mogu biti hemijska energija, fosilno gorivo, ili solarna energija. 
Kao i kod kogeneracije otpadna toplota je nusprodukt koji je rezultat proizvodnje električne energije te se na najbolji način želi iskoristiti takav “otpadni”oblik energije u svrhu povećanja efikasnosti sistema.
Konvencionalne termoelektrane pretvaraju samo 1/3 hemijske u električnu energiju. Ostatak se izgubi na zagrevanje. Termoelektrana zbog takvog rasipanja toplotne energije koji ima nepovoljan uticaj na okolinu mora povećati iskoristivost proizvodnje električne energije ili nekog drugog oblika energije.
Jedna od metoda poboljšavanja proizvodnje električne energije je kogeneracija (Combined Heat and Power ili CHP), gde se više od 4/5 energije iz fosilnih goriva pretvara u iskoristivu energiju (električnu i toplotnu) , a rezultat je uz ekonomičnost i ekološki prihvatljivija proizvodnja.
U klimatski toplijim područjima ili u vrućim letnjim mesecima pojavljuje se potreba za hlađenjem različitih objekata, ali i u različitim proizvodnim industrijskim procesima gde su potrebne niske temperature. Zbog toga je bilo potrebno proširenje CHP tehnologije.
Kombinovanjem kogeneracijskog postrojenja s apsorbcionim rashladnim sistemom moguće je iskoristiti sezonske viškove toplote za dobivanje rashladne energije, čime se poboljšava ekonomičnost. Pomoću ovakvog koncepta, moguće je dostići ukupnu efikasnost procesa do 75% (električna i rashladna energija). Takav proces naziva se trigeneracija (Combined Heat, Cooling and Power production ili CHCP).
Topla voda ili zagrejani ispusni gas iz kogeneracijskog postrojenja služi kao pokretačka energija za apsorpcione rashladne uređaje. Na taj način se može više od 80% toplotne energije pretvoriti u rashladnu vodu koja se zatim dovodi do potrošača.
Prednosti takvih apsorpcionih rashladnih uređaja:
- Ne emituju freon u atmosferu, što je značajan ekološki efekt.
- Koriste otpadnu toplotu kogeneracijskog postrojenja, što značajno povećava ekonomičnost.
- Zahtevaju veoma mala finansijska sredstva za održavanje.